# Colin Noon
Pour les articles homonymes, voir Noon.
Pas d'image ? Cliquez ici

a Compétitions nationales et continentales officielles uniquement.

Colin George Noon, né le 24 octobre 1975 à Bridgend au pays de Galles, est un joueur écossais de rugby à XV qui évolue au poste de pilier droit. 

## Biographie
Colin Noon évolue avec les Leicester Tigers, avant d'être prêté aux Rotherham Titans (2e division anglaise). Suspendu six mois pour stamping avec Rotherham, il rejoint les Northampton avec qui il joue relativement peu à son retour fin septembre 2005, en raison d'une blessure à un mollet, puis de la concurrence avec le sud-africain Pat Barnard. Il arrive au Biarritz olympique en avril 2006 comme joker médical du samoan Kas Lealamanu'a blessé au genou et indisponible pour le reste de la saison. À la fin de la saison, il s'engage avec les Leeds Carnegie qui joue alors en seconde division. Il y reste jusqu'à la fin de la saison 2007-2008 lorsqu'il annonce sa retraite sportive.

## Palmarès
- 1 sélection avec l'équipe d'Écosse A le 6 juin 2006 contre l'équipe du Canada[réf. nécessaire]